# Hålla samman
Hålla samman är en svensk dramaserie från 2023 som hade premiär på SVT den 27 oktober 2023. Första säsongen består av åtta avsnitt. Erik Ahrnbom har skrivit manus tillsammans med Ida Kjellin och Martin Larsson. Maria Blom är regissör och Ann Lundberg och Emma Åkesdotter-Ronge är producenter. Serien är en samproduktion mellan SVT och Film i Skåne.

## Handling
Serien handlar om systrarna Lina och Petra. Lina är undersköterska och mamma till tvillingarna Molly och Melvin, medan Petra lever tillsammans med Dejan och deras två barn. Petra som är storasystern tar ansvar, medan lillasyster Lina är mer spontan och impulsiv. Plötsligt börjar Kenneth, Linas och Petras far, att bete sig konstigt, vilket visar sig vara Alzheimers sjukdom.

## Roller i urval
- Lennart Jähkel - Kenneth
- Michaela Thorsén - Lina
- Ulrika Nilsson - Petra
- Arvin Kananian - Karim
- Björn Bengtsson - Matti
- Malou Marnfeldt - Olivia
- Kalle Malmberg - Micke
- Lisette Pagler - Nina
- Ann Petrén - Gunnel
- Dilan Apak - Läkaren Chimar Ahmadi
- Niki Gunke Stangertz - Kattis
- Johannes Lindkvist - Truls